# Gaertnera vaginata
Gaertnera vaginata är en måreväxtart som beskrevs av Jean-Baptiste de Lamarck. Gaertnera vaginata ingår i släktet Gaertnera och familjen måreväxter.
Artens utbredningsområde är Réunion. Inga underarter finns listade i Catalogue of Life.